# Run and gun (baloncesto)

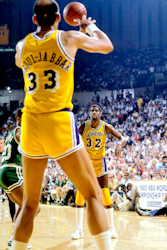
Los Lakers del Showtime alcanzaron altas cotas de efectividad mediante el empleo del run and gun, el contraataque y rápidas transiciones. Bajo la dirección de Paul Westhead y Pat Riley, el conjunto angelino logró cinco anillos en la década de 1980. En la imagen, Kareem Abdul-Jabbar y Magic Johnson, los dos máximos exponentes del Showtime, durante las Finales de la NBA de 1985 frente a los Boston Celtics.

En baloncesto, el run and gun (en inglés correr y tirar) es un estilo de juego rápido y despreocupado que genera un elevado número de intentos de canasta, lo que da lugar a partidos de alta puntuación. Los ataques generalmente se basan en el contraataque, poniendo menos énfasis en las jugadas a balón parado. Un equipo que practique el run and gun generalmente cede también un gran número de puntos en contra.
En la  National Basketball Association (NBA), el estilo tuvo su apogeo en la década de 1960, cuando los equipos obtuvieron un promedio de 115 puntos por partido. Alrededor de 2003, el promedio se redujo a 95. Los Boston Celtics fueron un equipo de run and gun en las décadas de 1950 y 60, cuando ganaron 11 campeonatos de la NBA, al igual que el cinco veces campeón Los Angeles Lakers durante su época del Showtime en la década de 1980. A pesar de que muchos creen que el run and gun resta importancia a la defensa, los Celtics tuvieron a Bill Russell y los Lakers a Kareem Abdul-Jabbar como pilares defensivos. El técnico Doug Moe, que dirigió con este sistema a los Denver Nuggets de los años 80, cree que las altas puntuaciones recibidas por su equipo fueron debidas en mayor medida al rápido ritmo de juego que un nivel bajo de la defensa. Sin embargo, sus equipos en ocasiones parecían ceder canastas para volver a atacar. Aunque su estrategia ofensiva iba dirigida a anotar altas puntuaciones, los Nuggets de Moe no fueron considerados expertos en ejecutar ataques rápidos.
Paul Westhead, entrenó al equipo universitario de Loyola Marymount Lions aplicando a finales de los años 1980 una versión del run and gun. Mientras que esta táctica es a menudo considerada exclusivamente un sistema de ataque, Westhead utilizó una filosofía combinada ofensiva y defensiva. Ofensivamente, el equipo movía la pelota hacia adelante lo más rápido posible y tomaba la primera opción disponible, a menudo una canasta de tres puntos. Los equipos de Westhead intentaban lanzar a canasta en menos de siete segundos de posesión. El objetivo era lanzar antes de que la defensa contraria fuera capaz de situarse. Defensivamente, el equipo aplicaba una constante presión en toda la cancha. En general, el equipo estaba dispuesto a ceder al rival canastas fáciles en aras de mantener un ritmo alto.
Loyola Marymount utilizó con éxito el sistema en 1990 cuando se clasificó para la Final de Ocho del Campeonato de la División I de Baloncesto Masculino de la NCAA, derrotando a los defensores del título, Michigan Wolverines 149-115 en el camino. Westhead intentó, sin mucho éxito, implementar el sistema en la NBA con los Denver Nuggets en los años 1990. Promediaron una anotación de 119,9 puntos por partido en 1990-91, pero también cedieron un récord de la NBA, al encajar una media de 130,8 puntos por partido. Encajaron 107 puntos en un solo tiempo contra los Phoenix Suns, lo que también sigue siendo un récord de la liga.
El sistema de Westhead ha sido imitado por otros equipos universitarios, incluyendo el Grinnell College. David Arseneault, el arquitecto del sistema Grinnell, sumó al sistema de Westhead la sustitución de jugadores en tres olas de cinco jugadores, similar a un turno de hockey sobre hielo.